# كاماراجيبي
كاماراجيبي هي بلدية في البرازيل، تتبع بيرنامبوكو، بلغ عدد سكانها 155٬054 نسمة، في 2015، تبلغ مساحتها 55٫083 كيلومتر مربع.

## الموقع
تشترك في الحدود مع:
- ريسيفي.

## أعلام
- إلفيس خوسيه دي ليما